# Terbium
Terbium (chemická značka Tb, latinsky Terbium) je měkký stříbřitě bílý, vnitřně přechodný kovový prvek, devátý člen skupiny lanthanoidů. Nachází využití při výrobě speciálních slitin pro elektroniku a barevných luminoforů pro televizní obrazovky.

## Základní fyzikálně-chemické vlastnosti
Terbium je stříbřitě bílý, měkký přechodný kov.
Chemicky je terbium méně reaktivní než předchozí prvky ze skupiny lanthanoidů. Na suchém vzduchu je prakticky stálé, ve vlhkém prostředí se pomalu pokrývá vrstvičkou oxidu. S vodou reaguje terbium velmi pozvolna za vzniku plynného vodíku, ale snadno se rozpouští v běžných minerálních kyselinách.
Ve sloučeninách se vyskytuje především v mocenství Tb+3, soli Tb+4 jsou nestálé a existují jen za extrémních podmínek. Soli Tb+3 vykazují vlastnosti podobné sloučeninám ostatních lanthanoidů a hliníku. Všechny tyto prvky tvoří například vysoce stabilní oxidy, které nereagují s vodou a jen velmi obtížně se redukují. Ze solí anorganických kyselin jsou důležité především fluoridy a fosforečnany, jejich nerozpustnost ve vodě se používá k separaci lanthanoidů od jiných kovových iontů. Terbité soli mají obvykle narůžovělou barvu.
Terbium objevil roku 1843 švédský chemik Carl Gustaf Mosander jako nečistotu ve zkoumaném oxidu yttritém. Jméno dostalo terbium podle švédské vesnice Ytterby, poblíž které bylo poprvé nalezeno. Od ní je odvozen i název pro ytterbium, yttrium a erbium.

## Výskyt a výroba
Terbium je v zemské kůře obsaženo v koncentraci přibližně 0,9 mg/kg, o jeho obsahu v mořské vodě údaje chybí. Ve vesmíru připadá jeden atom terbia na 600 miliard atomů vodíku.
V přírodě se terbium vyskytuje pouze ve sloučeninách. Neexistují však ani minerály, v nichž by se některé lanthanoidy (prvky vzácných zemin) vyskytovaly samostatně, ale vždy se jedná o minerály směsné, které obsahují prakticky všechny prvky této skupiny. Mezi nejznámější patří monazity (Ce,La,Th,Nd,Y)PO4, chemicky fosforečnany lanthanoidů, dále bastnäsity (Ce,La,Y)CO3F – směsné flourouhličitany prvků vzácných zemin a např. minerál euxenit (Y,Ca,Ce,U,Th)(Nb,Ta,Ti)2O6.
Velká ložiska těchto rud se nalézají ve Skandinávii, USA, Číně a Vietnamu. Významným zdrojem jsou i fosfátové suroviny – apatity z poloostrova Kola v Rusku. V roce 2018 byl ohlášen nález ložiska bohatého na yttrium, dysprosium, europium a terbium poblíž japonského ostrůvku Minamitori (asi 1 850 km jihovýchodně od Tokia).
Vzhledem k omezené dostupnosti hrozí v nejbližších letech kritický nedostatek zdrojů prvku pro technologické využití, výše uvedený nález by mohl tuto situaci změnit. Při průmyslové výrobě prvků vzácných se jejich rudy nejprve louží směsí kyseliny sírové a chlorovodíkové a ze vzniklého roztoku solí se přídavkem hydroxidu sodného vysráží hydroxidy.
Separace jednotlivých prvků se provádí řadou různých postupů – kapalinovou extrakcí, za použití ionexových kolon nebo selektivním srážením nerozpustných komplexních solí.
Příprava čistého kovu se obvykle provádí redukcí oxidu terbitého Tb2O3 elementárním vápníkem.
Tb2O3 + 3 Ca → 2 Tb + 3 CaO

## Použití a sloučeniny
Podobně jako europium, slouží i terbium jako luminofor v obrazovkách barevných televizorů. Materiály aktivované terbiem vykazují emisi záření v zelené až žlutozelené oblasti viditelného spektra.
V rentgenologii se používají speciální fólie, které vykazují zvýšenou emisi světla v určité oblasti spektra. Např. modře emitující fólie na bázi vzácných zemin – oxid-bromid lanthanitý (LaOBr) aktivované terbiem pro použití s modrocitlivými filmy nebo zeleně emitující fólie - dioxid-sulfid gadolinitý (Gd2O2S) aktivovaný terbiem pro použití se zelenocitlivými filmy.
V současné době je terbium společně s gadoliniem základní součástí magnetooptických záznamových médií, která slouží k uchovávání dat po aktivaci záznamové vrstvy zvýšenou teplotou vyvolanou laserovým paprskem. Nosným materiálem pro aktivní prvky vzácných zemin jsou slitiny železa a kobaltu. Při načtení dat za přesně definované zvýšené teploty záznamového média (200–300 °C) je záznam za normální teploty prakticky neomezeně stabilní.